# Čong Ho-jon
Čong Ho-jon (korejsky 정호연, * 23. června 1994, Soul, Jižní Korea) je jihokorejská herečka a modelka. Svou kariéru začala jako modelka na volné noze v roce 2010, kdy vystupovala na přehlídkách Seoul Fashion Week po dobu dvou let. V roce 2013 se zúčastnila čtvrté řady pořadu Korea's Next Top Model, kde se umístila na druhém místě.
Svůj televizní debut zaznamenala v roce 2021, kdy ztvárnila postavu severokorejské uprchlice Kang Se-bjok v seriálu Hra na oliheň společnosti Netflix, což jí přineslo mezinárodní pozornost a uznání kritiky. Za svůj výkon získala Cenu Sdružení filmových a televizních herců za nejlepší ženský herecký výkon v dramatickém seriálu a nominaci na cenu Emmy za nejlepší ženský herecký výkon ve vedlejší roli v dramatickém seriálu.

## Život
Čong Ho-jon se narodila 23. června 1994 v Soulu v Jižní Koreji rodičům restauratérům, má dvě sestry. Vystudovala modeling na Dongduk Women's University v Soulu.
Jejím partnerem je od roku 2016 jihokorejský herec a zpěvák I Dong-oui.

## Kariéra

### Modeling
V 15 letech začala navštěvovat modelingové kurzy a jako modelka na volné noze začala pracovat v roce 2010 v jejích 16 letech, kdy bez agentury vystupovala na přehlídkách Seoul Fashion Week po dobu dvou let. Když byla na volné noze, v roce 2011 se zúčastnila konkurzu na druhou sérii reality show Korea's Next Top Model, ale skončila poté, co se dostala mezi 30 nejlepších. V roce 2012 podepsala smlouvu s agenturou ESteem Models. Poté znovu soutěžila ve čtvrté sérii soutěže Korea's Next Top Model v roce 2013, kde se po vypadnutí ve třetí epizodě navrátila v páté epizodě a umístila se celkově na druhém místě. Poté byla také uvedena v korejských vydáních časopisů, jako je Vogue, Elle či W, předtím, než podepsala smlouvu s The Society Management a v roce 2016 opustila Jižní Koreu, aby se mohla věnovat kariéře v zahraničí. Podepsala také smlouvu s Elite Model Management a Nomad Management. Než se přestěhovala do New Yorku, nechtěně si obarvila vlasy na „ohnivou“ červenou barvu, která se stala jejím typickým vzhledem.

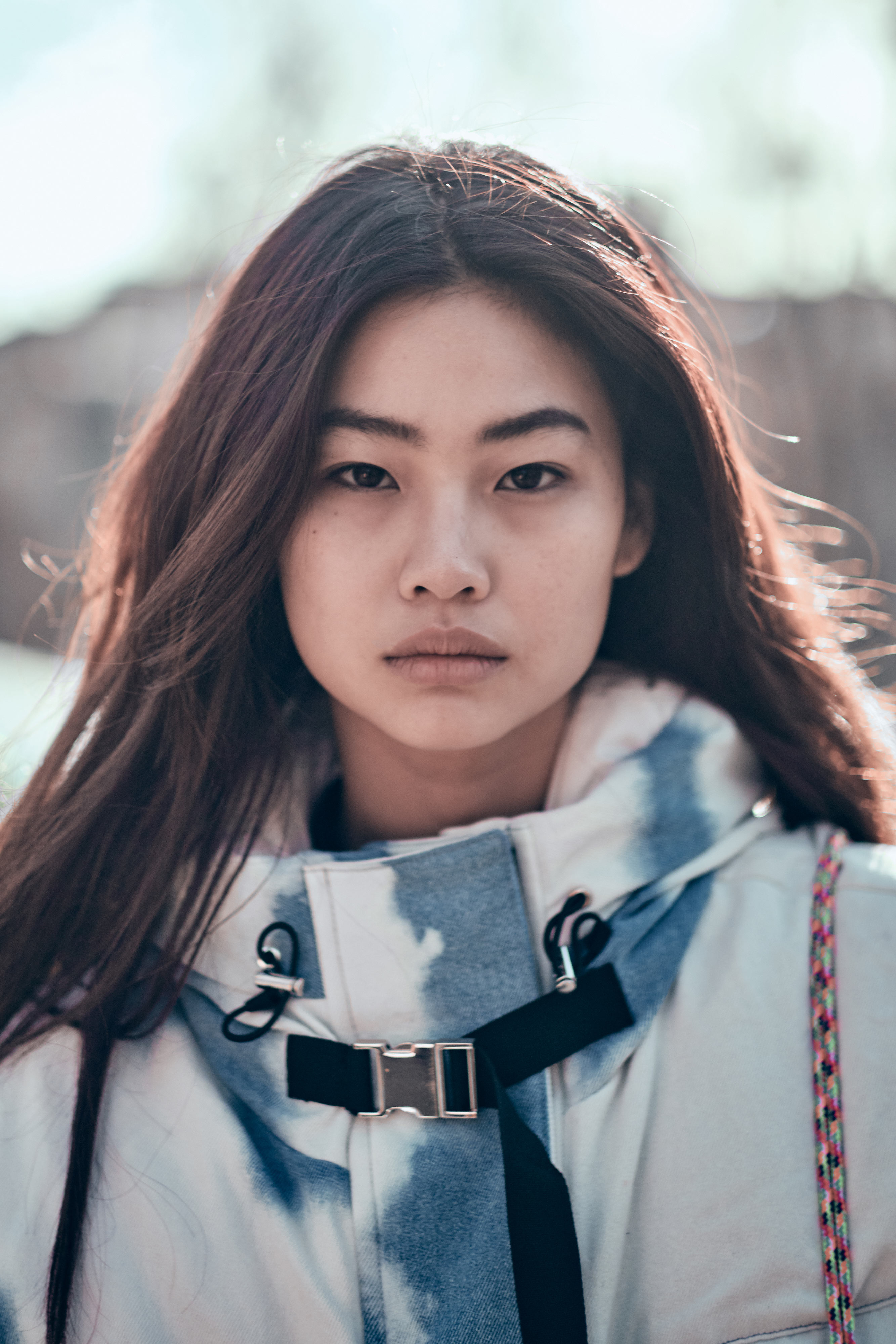
Čong Ho-jon v roce 2019

Poté, co byla zrušena její rezervace na vystupování pro Alexandera Wanga, debutovala na mezinárodní dráze v září 2016 na zahajovacím ceremoniálu S/S 2017 show na Newyorském týdnu módy. Zanedlouho poté, vystupovala pro Marca Jacobse, Albertu Ferretti, Chanel, Max Mara a Fendi, objevila se v Harper's Bazaar, Love a W; a byla uvedena v kampaních pro Sephoru a Gap. V roce 2016 také debutovala Pařížském týdnu módy jako exkluzivní modelka pro Louis Vuitton na jejich show S/S 2017, kterou vybral Nicolas Ghesquière. V září 2018 web Models.com zařadil Čong Ho-jon na jejich seznam 50 nejlepších modelek. Na udílení cen Asian Model Awards 2019 získala cenu Asian Star Award.
Vystupovala pro Burberry, Miu Miu, Jasona Wu, Chanel, Schiaparelli, Giambattistu Valliho, Bottega Veneta, Emilia Pucciho, Prabala Gurunga, Jacquemus, Gabrielu Hearst, Moschino, Oscara de la Rentu, Roberta Cavalliho, Jeremyho Scotta, Tory Burch, Jeana-Paula Gaultiera, Acne Studios, Brandon Maxwell, Gucci, Lanvin a Zuhaira Murada. Objevila se také v reklamách na Louis Vuitton, Chanel, Hermès a Bottega Veneta a na titulních stránkách časopisů Vogue Korea, Vogue Japan, CR Fashion Book a Harper's Bazaar Korea.
Objevila se v propagačním videu pro společnou kolekci Pharrella Williamse a Chanel v březnu 2019. V říjnu 2021 byla jmenována jako Louis Vuitton's Global House Ambassador pro módu, hodinky a šperky. Ve stejném měsíci se spojila s Adidas pro jejich kampaň Adicolor. Objevila se na obálce únorového vydání Vogue z roku 2022, díky čemž se stala první korejskou korejskou celebritou, která se objevila na obálce tohoto časopisu. V roce 2022 se stala jednou z tváří N°1 de Chanel. V září 2018 ji web Models.com zařadil na seznam „New Supers“ a označil ji za „supermodelku moderní doby“.

### Herectví

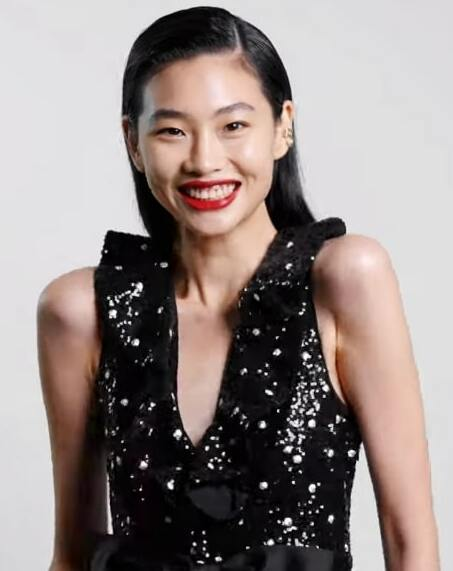
Čong Ho-jon v roce 2021

S kariérou herectví se rozhodla začít kvůli krátkému trvání kariéry modelky, kterou začala pociťovat, když jí začalo ubývat práce v modelingu. Během vykonávání modelingu v zahraničí se o prázdninách pravidelně vracela do Jižní Koreji kvůli hereckým lekcím, přičemž celkem absolvovala tři měsíce těchto lekcí. Kvůli herectví se také zlepšila v angličtině. V lednu 2020 podepsala smlouvu s korejskou talentovou agenturou Saram Entertainment.
Herecký debut zaznamenala v roce 2021 v jihokorejském dramatickém seriálu Hra na oliheň, kde ztvárnila hlavní roli Kang Se-bjok, severokorejskou uprchlici a kapsářku, která potřebuje peníze, aby uživila svého bratra a našla matku v Severní Koreji. Měsíc poté, co podepsala smlouvu s agenturou Saram Entertainment, dostala scény ze scénáře a předvedla je prostřednictvím videa, jelikož se v té době nacházela na Newyorském týdnu módy. Poté byla režisérem Hwang Tong-hjokem požádána, aby se konkurzu zúčastnila osobně v Jižní Koreji, kde roli získala.
Na roli Kang Se-bjok se připravovala procvičováním dialektu Hamgjongu s reálnými severokorejskými uprchlíky, sledováním dokumentů o severokorejských uprchlících a učením se bojových umění. Při připravování na roli také čerpala ze svých vlastních pocitů osamělosti při modelingu v zahraničí a psali si deník z pohledu své postavy. Kang Se-bjok se stala u fanoušků oblíbenou postavou a byla kritiky nazývána průlomovou hvězdou seriálu. Za svůj výkon v seriálu získala Cenu Sdružení filmových a televizních herců v kategorii nejlepší ženský herecký výkon v dramatickém seriálu na 28. ročníku udílení Cen Sdružení filmových a televizních herců. Díky této nominaci se stala druhou herečkou asijského původu, která byla nominována na toto ocenění. Její vítězství, stejně jako vítězství jejího hereckého kolegy I Čong-dže, který zvítězil v mužské kategorii, učinilo z pořadu první seriál v jiném než anglickém jazyce, který získal tuto cenu. Společně s ostatními herci byla nominována v kategorii nejlepší obsazení dramatického seriálu. V listopadu 2021 podepsala smlouvu s americkou talentovou agenturou Creative Artists Agency.
V roce 2022 hrála ve videoklipu k písni „Out of Time“ zpěváka The Weeknd. Svůj filmový debut zaznamená ve filmu The Governesses režiséra Joea Talbota. Bude také účinkovat v thrillerovém seriálu Disclaimer společnosti Apple TV+ po boku Cate Blanchett a připojila se k obsazení připravovaného filmu Hope režiséra Na Hong-jin.

## Filmografie

### Film
| Rok           | Název           | Role          | Poznámky |
| ------------- | --------------- | ------------- | -------- |
| bude oznámeno | The Governesses | bude oznámeno |          |
| bude oznámeno | Hope            | Seong-ae      |          |

### Televize
| Rok  | Název                  | Role         | Poznámky            |
| ---- | ---------------------- | ------------ | ------------------- |
| 2013 | Korea's Next Top Model | sama sebe    | účastnice (4. řada) |
| 2021 | Hra na oliheň          | Kang Se-bjok | hlavní role         |
| 2024 | Chicken Nugget         | Hong Cha     | cameo               |
| 2024 | Disclaimer             | Kim          |                     |